# Каратинга
Каратинга (порт. Caratinga) — муниципалитет в Бразилии. входит в штат Минас-Жерайс. Составная часть мезорегиона Вали-ду-Риу-Доси. Входит в экономико-статистический микрорегион Каратинга, который входит в Вали-ду-Риу-Доси. Население составляет 85 472 человека на 2009 год. Занимает площадь 1250,874 км². Плотность населения — 66,1 чел./км².

## История
Город основан 24 июня 1848 года.

## Статистика
- Валовой внутренний продукт на 2006 год составляет 726 401 385,00 реалов (данные: Бразильский институт географии и статистики).
- Валовой внутренний продукт на душу населения на 2006 год составляет 8790,79 реалов (данные: Бразильский институт географии и статистики).
- Индекс развития человеческого потенциала на 2000 год составляет 0,754 (Médio) (данные: Программа развития ООН).